# Храпов, Александр Иванович
Александр Иванович Храпов (2 января 1950, Усть-Пугачево, Макаровский район, Сахалинская область, РСФСР, СССР — 1987, СИЗО-1, Иркутск, Иркутская область, РСФСР, СССР) — советский серийный убийца, совершивший серию из 9 убийств девушек и женщин на территории острова Сахалин и Иркутской области в 1970 году и в период с 1980 по 1985 год. В 1987 году он был приговорён к смертной казни через расстрел и впоследствии расстрелян. Дело Храпова примечательно тем, что во время расследования его преступлений к уголовной ответственности были привлечены невиновные люди.

## Биография

### Детство и юность
О ранних годах жизни Александра Храпова известно крайне мало. Родился 2 января 1950 года в селе Усть-Пугачево (Макаровский район, Сахалинская область). Детство и юность провел в социально неблагополучной обстановке. В школьные годы он не испытывал интереса к учебному процессу и много свободного времени проводил на улице, которая как социально-педагогическая среда сильно повлияла на формирование его личности. После окончания школы Храпов вел маргинальный образ жизни. Знакомыми и педагогическим составом школы Александр Храпов характеризовался крайне отрицательно. Они отмечали, что у него наблюдалось полное отсутствие критического отношения к себе,  завышенная самооценка, наличие отрицательных черт характера, таких как лживость, лицемерие, жестокость, хитрость и прочее. Храпов был замечен в проявлении агрессивного поведения по отношению к окружающим и имел тенденцию к физическому подчинению других людей. Вследствие социально неблагополучной обстановки в доме и трудностей семейного воспитания, у Храпова была выявлена несформированность нравственных норм и эмоциональная холодность. В конце 1960-х годов он начал демонстрировать патологически повышенное влечение к девушкам и стал подвергать их сексуальным домогательствам.

### Первые убийства
В 1970 году на территории Сахалинской области Александр Храпов совершил нападение на 2 девушек, которых он изнасиловал и убил. Он был арестован, после чего был осужден и получил в качестве уголовного наказания 15 лет лишения свободы. Во время отбывания наказания Храпов зарекомендовал себя с положительной стороны и всячески поощрялся со стороны администрации исправительной колонии. Отбыв в тюремном заключении 10 лет, в 1980 году Храпов подал ходатайство о переводе из исправительной колоний общего режима в колонию-поселение для дальнейшего отбывания наказания, которое было удовлетворено. В том же году он был этапирован в колонию-поселение, которая была расположена недалеко от города Усть-Кут.

### Серия убийств
Серия убийств началась в 1980 году. Первые убийства Храпов совершил еще будучи в колонии-поселении. Находясь у администрации учреждения на хорошем счету, Храпов работал на тюремном производстве и по рабочим делам беспрепятственно мог покидать расположение колонии-поселения. Блуждая по окрестным лесам, в 1980 и 1982 году он совершил 2 убийства женщин, сопряженных с изнасилованиями. В 1982 году Храпов получил условно-досрочное освобождение и вышел на свободу. Он остался жить в Усть-Куте, где нашел жилье и устроился киномехаником в одном из местных кинотеатров. Храпов находился под административным надзором и на него был наложен ряд ограничений. Тем не менее, в период с 1982 года по 1985 год он совершил еще 5 убийств девушек и женщин, сопряженных с изнасилованиями. В совершении убийств Храпов продемонстрировал выраженный ему образ действия. Все преступления он совершал в темное время суток в безлюдных местах. Во время нападений, Храпов подвергал своих жертв избиению и сексуальному насилию, после чего забирал у них деньги и другие вещи, представляющие материальную ценность, после чего убивал. Во время изнасилований, Храпов причинял своим жертвам телесные истязания, приносящие им физическую боль и моральные страдания. Трупы жертв он прятал в тайге. Для Александра Храпова не существовало никакого критерия для выбора жертв. Возраст, внешний вид, одежда или социальный статус не имел для него никакого значения. Среди жертв Храпова была молодая девушка из обеспеченной благополучной семьи и местная 36-летняя женщина, которая ранее была замечена в занятии проституцией и потеряла нос при поздней стадии сифилиса. Александр Храпов принадлежал к дезорганизованному типу серийных убийц. Желание совершить изнасилование возникало у него под непосредственным воздействием актуальной половой потребности и соответствующей ситуации. Возникшее намерение сразу переходило в действие, без размышления и выбора варианта поведения. Однако несмотря на это, после совершения убийств действия Храпова носили осознанный характер. Он с предельной осторожностью подходил к делу по избавлению изобличающих его улик. Трупы убитых он раздевал, после чего прятал в тайге, а предметы одежды разбрасывал на значительном расстоянии друг от друга. После совершения преступлений он тщательно осматривал свою одежду на предмет наличия пятен крови, при обнаружении которых либо смывал их, либо сжигал одежду на пустырях.

### Арест, следствие и суд
Александр Храпов был арестован в 1985 году. После ареста он признался в совершении убийств, однако впоследствии отказался от своих слов и начал давать абсурдные показания. Храпов не смог объяснить мотива совершения убийств и пытался симулировать сумасшествие. На предварительном следствии Храпов демонстрировал девиантное поведение. На допросах он утверждал, что являлся психически нездоровым человеком, страдающим гомицидоманией, и в качестве жертв выбирал людей, встретившихся ему на пути, не зная — мужчина это или женщина.

Из протокола допроса Храпова:
Увидел на голом трупе сапоги, сдернул их и увидел, что они женские. И понял, что убил женщину. Я только на следствии узнал, что это (жертвы) были женщины.
К тому времени за совершение 2 из 7 убийств Храпова были ошибочно осуждены другие люди по вине следователя Усть-Кутской районной прокуратуры Константина Чистякова и капитана местного уголовного розыска Виталия Орлова. В одном из эпизодов следователь Константин Чистяков выписал ордер на арест сожителя погибшей Олега Кудимова, так как он был асоциальной личностью и ранее подвергался уголовной ответственности. После совершения убийства сожительницы Кудимов сбежал из Усть-Кута, но был вскоре найден и арестован. Находясь в камере предварительного заключения, Кудимов отвергал свою причастность к совершению убийства. Согласно дальнейшим свидетельствам Кудимова, капитан милиции Виталий Орлов во время одного из допросов предложил ему выпить водки, в которую подмешал наркотик, вследствие чего Кудимов, находясь в состоянии наркотического опьянения дал признательные показания в совершении убийства сожительницы. На судебном процессе Кудимов отказывался от своих показаний и вину свою не признал. Несмотря на то, что никаких изобличающих улик против Кудимова найдено не было, он был осужден и получил в качестве уголовного наказания 9 лет лишения свободы. Прокурор, поддерживающий обвинение и судья впоследствии заявили во время расследования, что во время вынесения приговора находились под давлением Константина Чистякова, который убедил их отказаться от тщательного изучения уголовного дела. В 1983 году по подозрению в другом убийстве Храпова был задержан Александр Агеев, муж жертвы, который первым обнаружил истерзанное тело своей жены в тайге. В ходе расследования выяснилось, что Агеев подозревал супругу в супружеских изменах и даже гонялся за ней с кухонным ножом на глазах у соседей. После ареста в ходе допросов Агеев свою вину не признал, но вскоре после разговора с Виталием Орловым написал чистосердечное признание, несмотря на то, что в ходе осмотра его одежды и обыска квартиры орудия убийства и пятен крови найдено не было.
На судебном процессе Агеев был признан виновным и получил в качестве уголовного наказания 9 лет лишения свободы. Впоследствии он утверждал, что Виталий Орлов во время допросов угрожал ему вынесением наказания в виде смертной казни за умышленное убийство, совершенное с особой жестокостью, в случае непризнания вины, либо лишением свободы на 10 лет, если он даст признательные показания и возьмет ответственность за совершение убийства жены на себя. Третьим невиновным, осужденным за убийство, которое в действительности совершил Александр Храпов, также стал муж убитой женщины по фамилии Борисов, ветеран Великой отечественной войны. В ходе расследования было установлено, что Борисов после многих лет брака перестал испытывать чувства к супруге. В какой-то момент он встретил другую женщину и начал требовать от жены развода, но она отказала ему. После ареста Виталий Орлов принудил Борисова сознаться в совершении убийства жены, а судья на судебном процессе, будучи под давлением следователя Константина Чистякова — всячески игнорировал нестыковки в уголовном деле. В конечном итоге Борисов был осужден на 10 лет тюремного заключения и лишен всех своих военных наград.
В середине 1986 года Александр Храпов по ходатайству его адвокатов был этапирован в одну из психиатрических клиник для проведения судебно-психиатрической экспертизы для установления степени его вменяемости. По результатам экспертизы 10 сентября 1986 года он был признан вменяемым.

Из заключения эксперта-психолога:
Источник насильственных действий лежит не в патологии мозга, ее у Храпова нет, а в соответствующих установках его личности, в его нравственных пороках. Совершая насилие над женщинами, сопровождая половой акт телесными истязаниями, приносящими жертве огромные страдания, Храпов получал удовлетворение сексуальной потребности. После первых убийств у Храпова закрепилась потребность в определенном поведении. Оно стало стереотипным, привычным. Активность его возникала под непосредственным воздействием актуальной половой потребности и соответствующей ситуации. Возникшее намерение сразу переходило в действие, без размышления и выбора варианта поведения. Так как мотивация есть процесс внутренней психологической детерминации поведения, то ее структура складывается из свойств личности. Ее направленности, психических процессов, состояний, составляющих цели и мотивы… Мотивация преступных действий Храпова включает в себя следующие элементы: 1) полное отсутствие критического отношения к себе, неадекватную самооценку; 2) наличие отрицательных черт характера (лживость, лицемерие, жестокость, хитрость и пр.); 3) тенденцию к физическому подчинению других людей; 4) эмоциональную холодность; 5) тенденцию к осознанию своей патологичности; 6) несформированность нравственных норм.
Судебный процесс открылся в начале 1987 года. Выездной сессией Верховного суда РСФСР 22 июня 1987 года Александр Храпов был
осужден к смертной казни.

При вынесении приговора Верховный суд РСФСР отметил:
Признавая свою виновность в умышленных убийствах женщин, как это видно из его объяснений, Храпов не называет истинные мотивы убийств и все детали совершения преступлений, выдвигает совершенно несостоятельные версии на этот счет. Отрицая изнасилование и корыстные побуждения, он заявляет, что до убийства им Б. она с кем-то вступала в половое сношение; П-ву в извращенной форме изнасиловал кто-то другой; почему трупы М. и П. раздевал, он сказать не может; куда девались кольцо и часы с руки М-й и другие ее вещи — не знает; отрицая завладение вещами при нападении на П-ву и Б-ву, утверждает, что эти вещи нашел.
В конце 1987 года Александр Храпов был расстрелян.

## Последствия судебных ошибок
После ареста и осуждения Храпова были уволены судьи Н. Швыдко, А. Долбня, Т. Кацелябина, под председательством которых были незаконно осуждены за убийства Храпова Олег Кудимов, Александр Агеев и Борисов. Капитан милиции Виталий Орлов и следователь Константин Чистяков также были уволены со своих должностей и привлечены к уголовной ответственности в 1988 году. Они были признаны виновными в превышении полномочий, однако Орлов в конечном итоге не был осужден в связи с истекшим сроком давности, а Чистяков, так и не признавший свою вину, получил в качестве уголовного наказания 5 лет тюрьмы. Судебные ошибки во время расследования убийств Александра Храпова были упомянуты председателем Верховного Суда СССР Владимиром Теребиловым на сессии Верховного Совета СССР в 1988 году.